# Calatrava-campus (Maastricht)
Campus Maastricht of Calatrava-campus was de voorlopige naam van de door Santiago Calatrava ontworpen en reeds in aanbouw zijnde studentencampus in Maastricht-Randwyck, waarvan de bouw in 2009 vanwege uit de hand gelopen kosten werd stopgezet. Het afblazen van het project had grote financiële gevolgen voor de opdrachtgevende woningcorporatie, leidde tot talloze schadeclaims en was mede aanleiding voor een parlementaire enquête naar het functioneren van het stelsel van woningcorporaties. 'Campus Maastricht' moet niet verward worden met 'Campus Randwyck', de aanduiding voor het geheel van universiteitsgebouwen van de Universiteit Maastricht in Randwyck, of de Brightlands Maastricht Health Campus, de nog in ontwikkeling zijnde onderzoekscampus in hetzelfde gebied.

## Voorgeschiedenis

### Achtergronden
De voorbereidingen, de gedeeltelijke uitvoering en het uiteindelijk mislukken van de plannen voor de Maastrichtse campus vonden plaats in een periode waarin de Nederlandse economie sterk groeide, de Nederlandse woningmarkt tekenen van hoogconjunctuur vertoonde en er structurele wijzigingen werden aangebracht in het overheidsbeleid met betrekking tot de sociale woningbouw. In mei 1995 werden door de Wet balansverkorting geldelijke steun volkshuisvesting de Nederlandse woningcorporaties (voorheen woningbouwverenigingen genoemd) geprivatiseerd, wat inhield dat ze niet langer door de overheid gesubsidieerd zouden worden. In ruil daarvoor kregen de corporaties een 'bruidsschat' mee, waarmee ze zichzelf voortaan moesten bedruipen. Deze zogenaamde bruteringsoperatie was in 2000 afgerond. Vanaf dat moment moesten de corporaties zelf op zoek naar geld om nieuwe projecten te financieren.
In dit kader zocht ook de Maastrichtse woningcorporatie Servatius, de grootste in de stad en tevens actief in de voormalige gemeente Eijsden, naar mogelijkheden om door middel van winstgevende woningbouwprojecten haar sociale activiteiten te financieren. In de vlak bij Maastricht gelegen Belgische stad Luik startte een dochteronderneming van Servatius eind 2003 met het bouwproject La domaine des Franciscains. Ook in de Vlaamse buurgemeenten Lanaken en Riemst bereidde Servatius nieuwbouwplannen voor. In 2004 verbood minister Sybilla Dekker van Volkshuisvesting, Ruimtelijke Ordening en Milieubeheer het Luikse project en legde Servatius een boete op van € 2,6 miljoen. Servatius ging in beroep en uiteindelijk stelde het Europese Hof van Justitie de Maastrichtse corporatie in het gelijk.

### Planvorming
Het idee voor de studentencampus in Randwyck ontstond naar aanleiding van de wens van de gemeente Maastricht en de Universiteit Maastricht om een aantrekkelijk leefklimaat te bieden aan internationaal toptalent. De nieuwe campus moest beantwoorden aan de vraag naar adequate huisvesting en sportmogelijkheden voor de snel groeiende groep buitenlandse masters-studenten en postdoc-onderzoekers. Deze Campus Maastricht zou geïntegreerd worden in het bestaande complex van gebouwen van de universiteit in Randwyck (onder andere de medische faculteit, de faculteit psychologie en het academisch ziekenhuis Maastricht), waarmee men hoopte dat dit in de jaren 1980 en '90 amorf bebouwde stadsdeel meer allure zou krijgen.

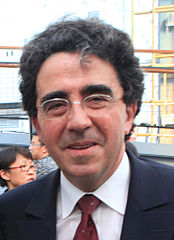
Santiago Calatrava

In 1999 benaderden de gemeente Maastricht en de Universiteit Maastricht de woningstichting Servatius met het verzoek een plan te maken voor studentenhuisvesting. Op 1 december 2000 werd een overeenkomst gesloten met de Spaanse architect Santiago Calatrava met betrekking tot de te bouwen studentencampus. De bouwkosten werden op dat moment nog geschat op € 42 miljoen. Medio 2004 werd besloten de campus uit te breiden met sportfaciliteiten en commerciële ruimten (voornamelijk kantoren), waardoor de geschatte bouwkosten opliepen tot € 88 miljoen.
Omdat het bouwen van sportfaciliteiten en commerciële ruimten niet behoort tot de kerntaken van een woningcorporatie, verbood minister Sybilla Dekker van VROM aanvankelijk op 20 september 2006 de deelname van Servatius aan het project. Op 24 april 2007 ging de nieuwe minister voor Wonen, Wijken en Integratie Ella Vogelaar onder voorwaarden akkoord met een door Servatius aangepast plan. De bouwkosten werden op dat moment geraamd op € 130 miljoen, een bedrag dat Servatius voor haar rekening nam. Voor de exploitatie waren zowel Servatius, de universiteit en de gemeente Maastricht verantwoordelijk. Op 24 september 2007 verleende de gemeente Maastricht de bouwvergunning.

## Ontwerp
In Maastricht was begin jaren 90 de wijk Céramique in aanbouw genomen. Op het voormalige fabrieksterrein verrees een moderne stadswijk met onder andere een museum, een bibliotheek, een theater, winkels en een groot aantal woningen. Onder supervisie van Jo Coenen werden binnen- en buitenlandse architecten aangezocht om hun stempel op de nieuwe wijk te drukken. Onder de architecten waren bekende namen, zoals Aldo Rossi, Mario Botta, Luigi Snozzi, Álvaro Siza, Cruz y Ortiz, Herman Hertzberger, Hubert-Jan Henket, Wiel Arets, Arno Meijs, bOb Van Reeth, Charles Vandenhove en Bruno Albert. Elders in Maastricht kwamen in dezelfde periode gebouwen gereed van onder anderen Hans Kollhoff, Erick van Egeraat, Liesbeth van der Pol en Neutelings Riedijk Architecten.

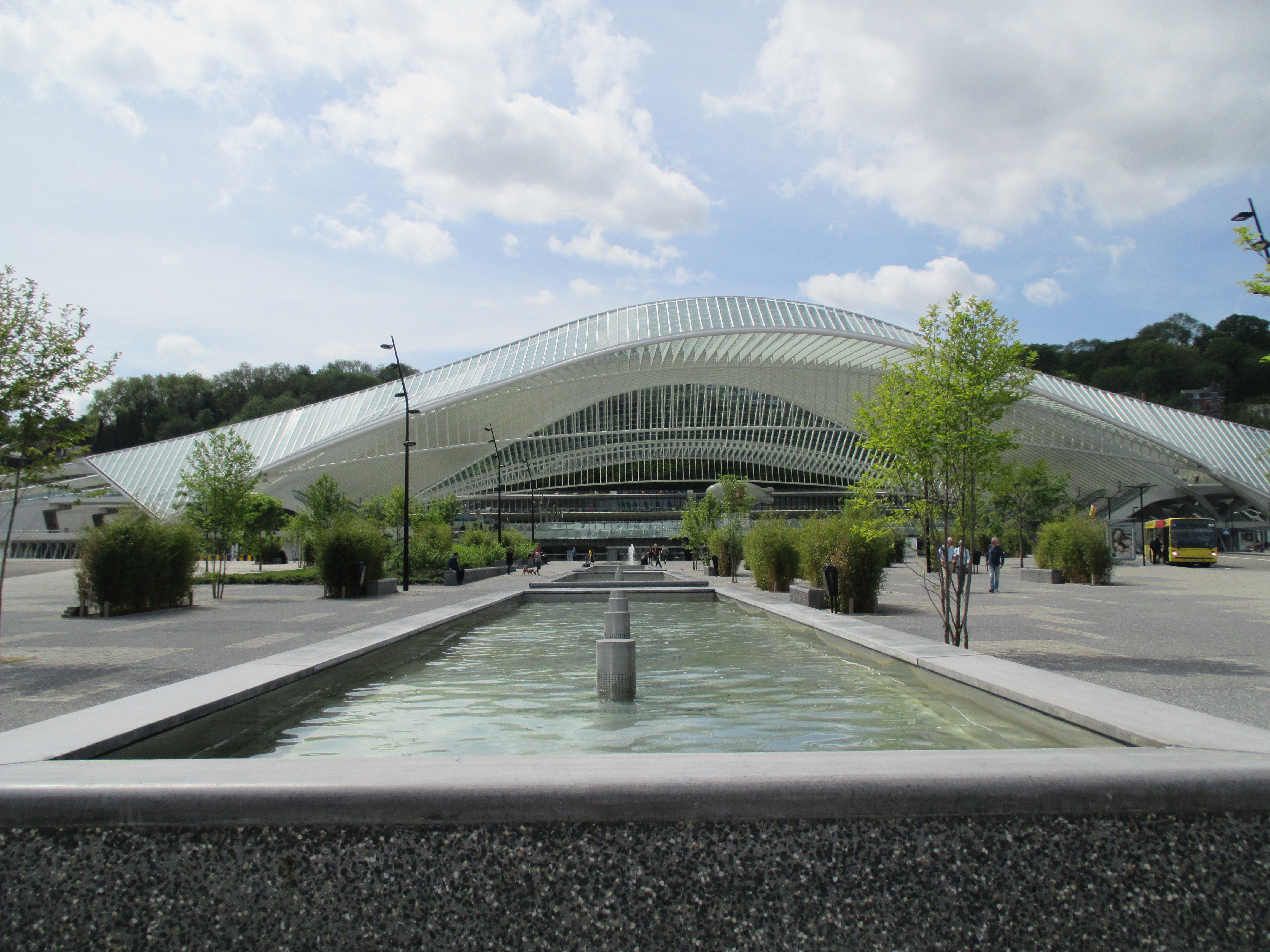
Station Liège-Guillemins

Het was in deze sfeer dat de van oorsprong Spaanse, maar in Zwitserland werkende internationaal befaamde architect Santiago Calatrava de opdracht ontving in Maastricht een studentencampus met sportfaciliteiten te ontwerpen in het gebied Randwyck. Campus Maastricht was het tweede ontwerp van Calatrava dat in Nederland gerealiseerd zou worden. Eerder ontwierp hij de drie zogenaamde Calatravabruggen over de Hoofdvaart in de gemeente Haarlemmermeer. In de Maastrichtse buurstad Luik werd in 2009 het station Liège-Guillemins opgeleverd, weliswaar tweemaal duurder dan begroot, maar tevens een nieuw, stralend wit icoon voor de Waalse industriestad vormend.
Calatrava ontwierp de Maastrichtse campus als een 300 meter lange 'straat', bestaande uit geschakelde kubussen, uitmondend in een 'dwarsstraat' met een 65 meter hoge woontoren, eveneens opgebouwd uit kubussen. Onder de toren was een door kubussen ingeklemde, halfronde sporthal geprojecteerd. De betonnen kubussen zouden, typerend voor Calatrava, op een geraamte van zogenaamde pi-frames rusten. De eerste renders lieten, in lijn met de verwachtingen die men van deze architect had, een reeks witte kubussen zien. Later werd dit gewijzigd. Zowel de kubussen als de sporthal zouden bekleed worden met koper. Het gebruik van koper op een dergelijk grote schaal leidde in 2008 tot Kamervragen, vanwege de mogelijke milieuschade. Rondom het complex zou een grote vijver worden aangelegd met een zuiveringsinstallatie om de koperdeeltjes uit het water te filteren.
In het gebouw zouden 96 guesthouses, 402 studio's en 22 appartementen voor universitaire medewerkers worden gerealiseerd. Verder was er ruimte voor kantoren voor startende ondernemingen, en zou er een groot universitair sportcentrum komen.

## Bouwstart en stillegging
Op 2 juli 2008 sloot Servatius directeur Leks Verzijlbergh namens de besloten vennootschap Campus Maastricht BV (met Servatius als enig aandeelhouder) een bouwovereenkomst met een aantal aannemers, onder andere met Ney & Partners (staalconstructie), met BAM Civiel Zuidoost (betonwerk), met Grupo Folcra Edificion SA (koperen gevels) en met GTI NV (energievoorzieningen). Voor de bouw van de campus moest de bestaande universitaire sporthal worden gesloopt. Een tijdelijke sporthal aan het Debyeplein voorzag in de leemte. Ook werden op het terrein 300 bomen gekapt, waaronder 22 monumentale kastanjes. In september 2008 werd begonnen met de funderingen van het gebouw. Officieel ging de bouw op 22 november 2008 van start. Volgens planning zou de campus in 2011 worden voltooid.
In maart 2009 werd directeur Verzijlbergh van Servatius wegens het nemen van onverantwoorde financiële risico's op non-actief gesteld. Korte tijd later stapte Tjeu Blommaert, hoogleraar economie aan de Universiteit Maastricht, op als voorzitter van de raad van toezicht van de corporatie, slechts 9 weken nadat hij die functie had aanvaard. In mei 2009 werd de bouw van de campus stilgelegd. Of de bouw kon worden voortgezet was maandenlang onduidelijk. Onderhandelingen met de universiteit, de gemeente Maastricht en de provincie Limburg over extra financiële steun leverden niets op. Voormalig directeur Verzijlbergh meldde najaar 2009 dat er vergevorderde plannen waren om met nieuwe investeerders de campus te realiseren. In september trad de complete raad van toezicht van Servatius af. In november 2009 werd de bouw definitief stopgezet, waarbij de ingebrachte externe adviseur, de Amsterdamse wethouder Duco Stadig, concludeerde dat Servatius overambitieus en de keuze voor Calatrava een fout was geweest. Het campusproject had toen zo'n € 30 miljoen aan voorbereiding en bouwrijp maken gekost. De totale geraamde kosten waren opgelopen tot meer dan € 230 miljoen.

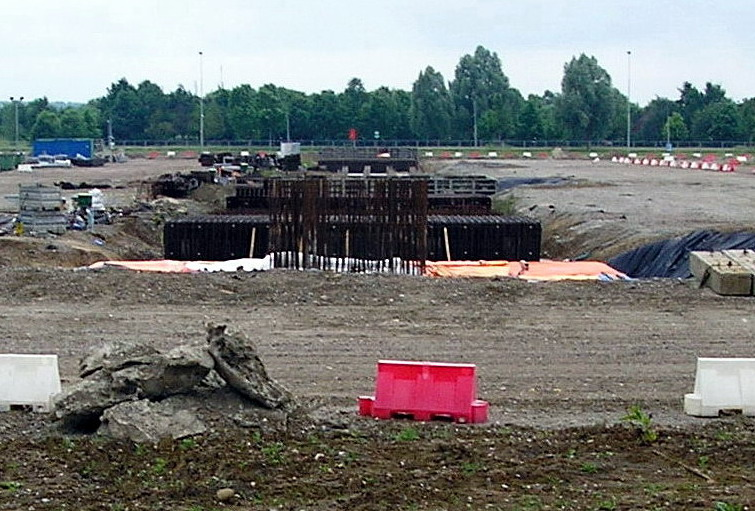
Overzicht bouwput naar het zuiden (2009)
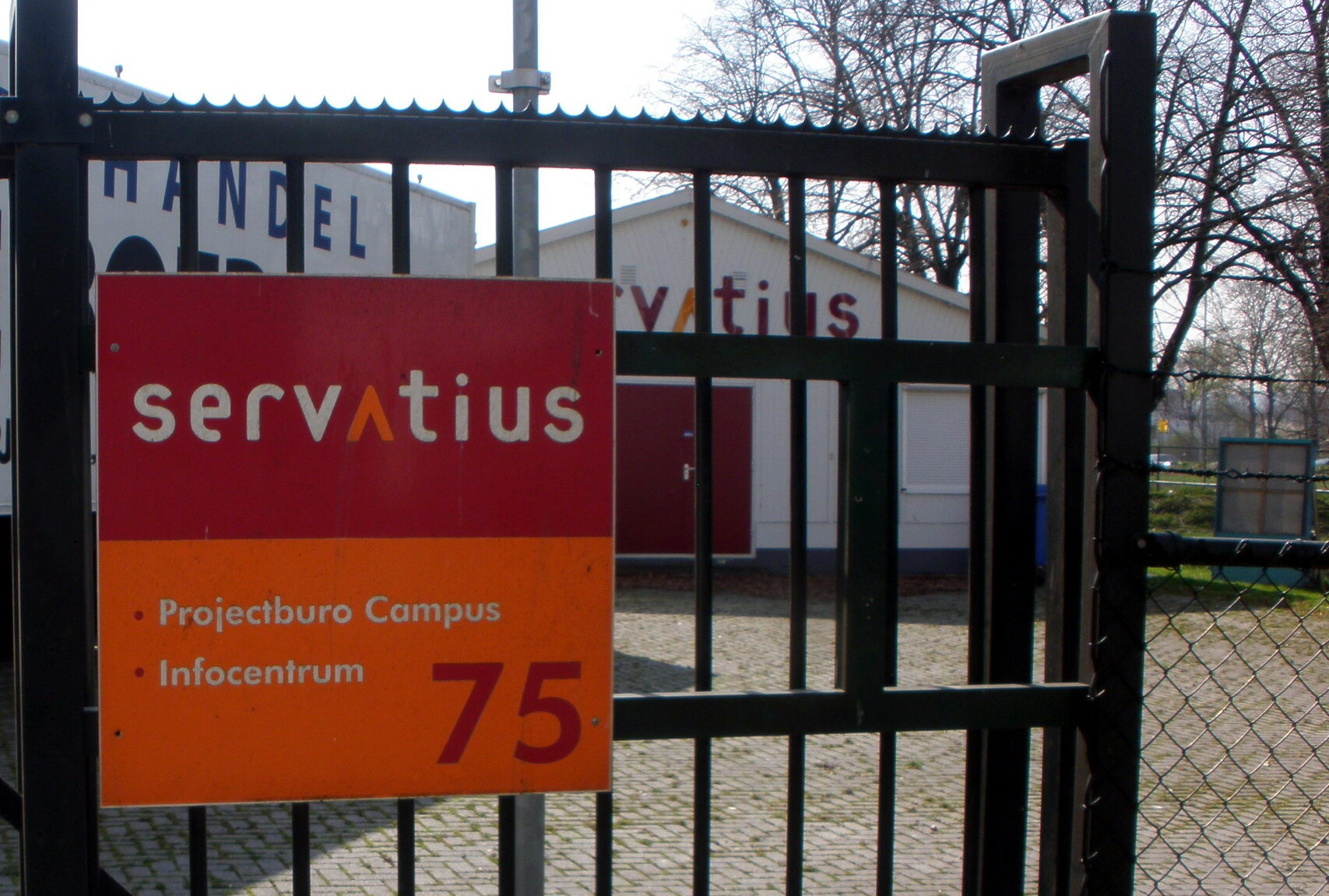
Informatiekeet Servatius (voorjaar 2011)
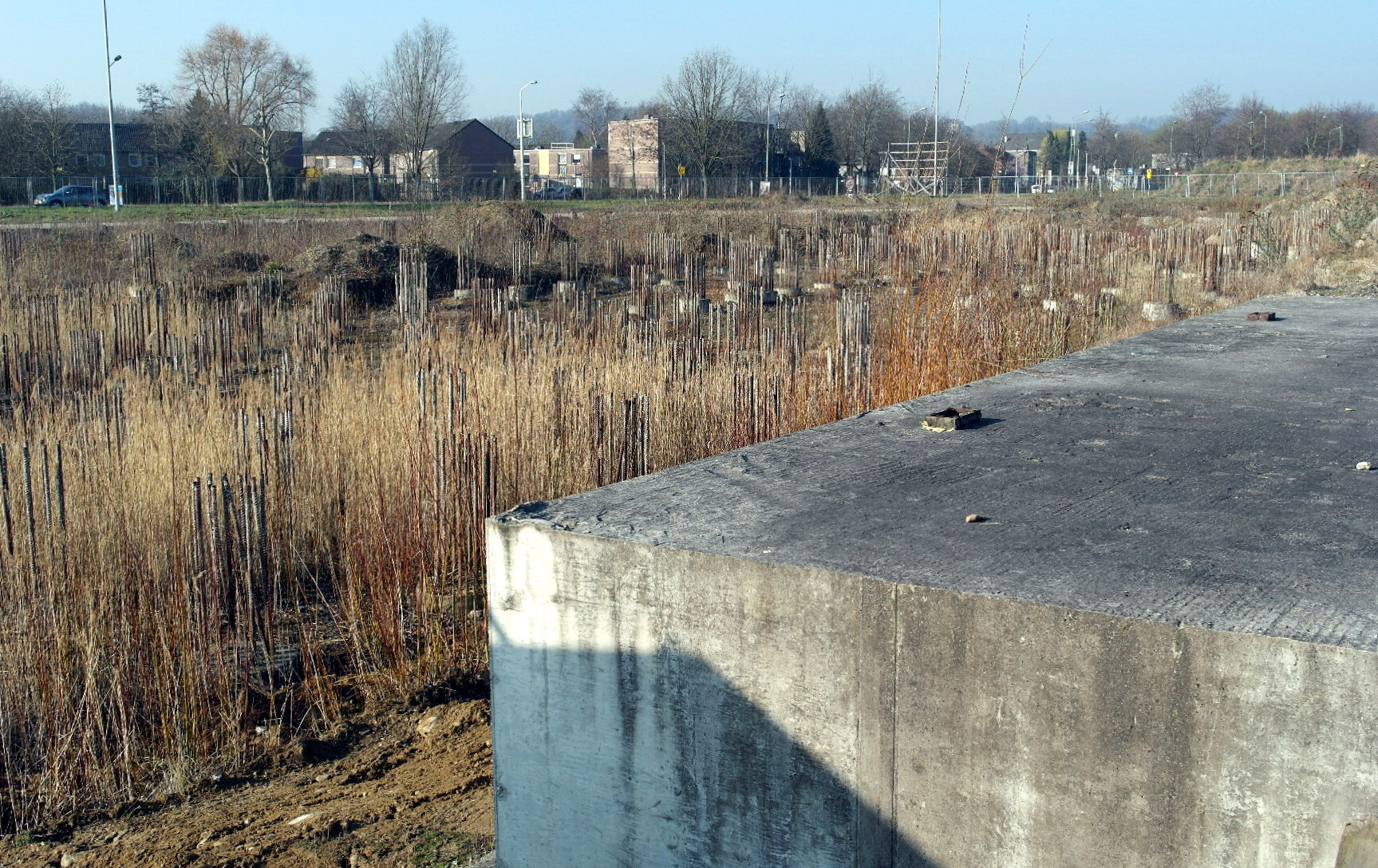
Voormalige bouwput van de geplande sporthal (2014)
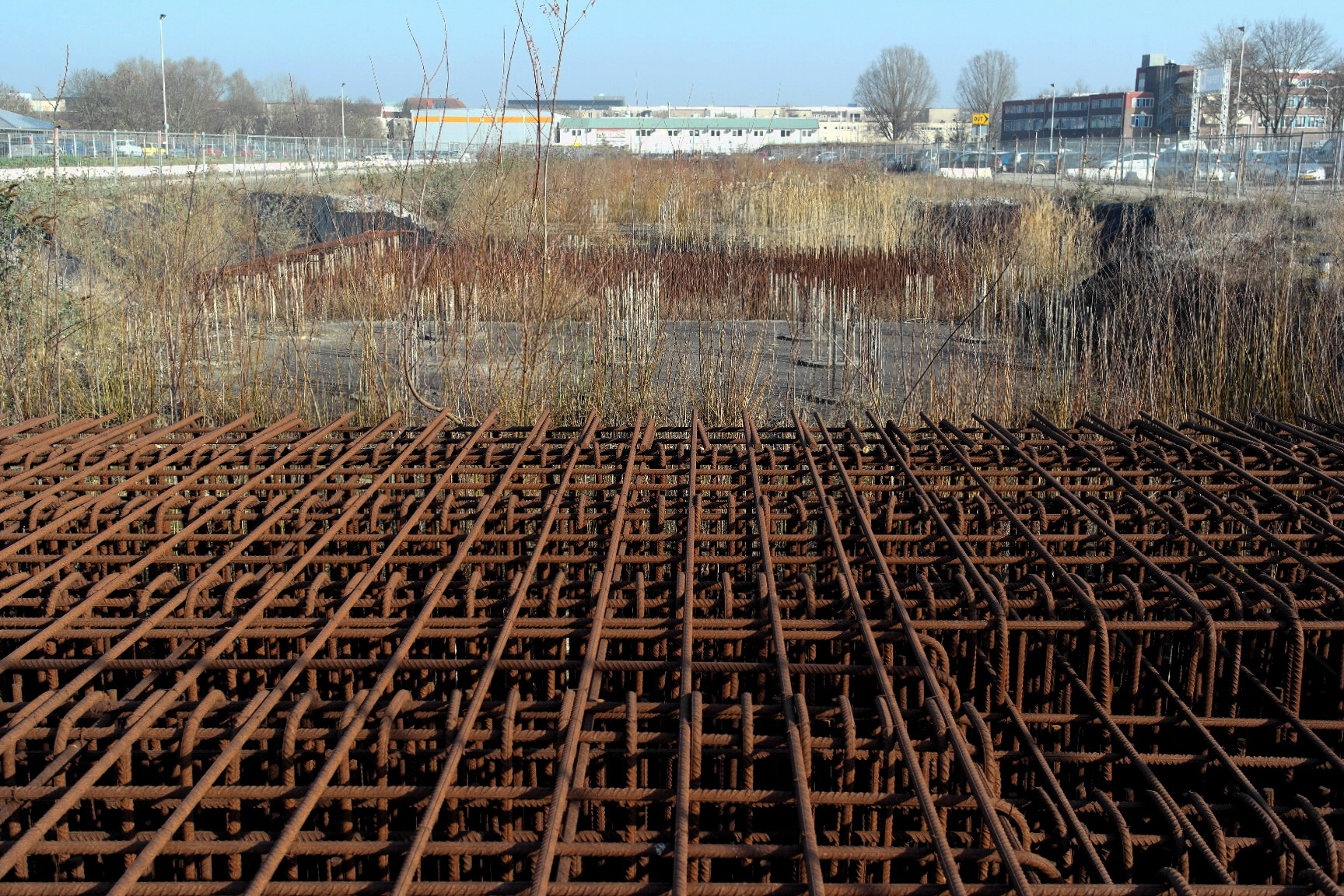
Voormalige bouwput geplande studentenflats (2014)

## Gevolgen

### Gevolgen voor Calatrava
Onmiddellijk na het stopzetten van het project ondernam het bureau van Santiago Calatrava juridische stappen, die Servatius ertoe dwongen in een persbericht Calatrava te zuiveren van elke blaam voor het uit de hand lopen van de kosten van de studentencampus. In het juridisch 'dichtgetimmerde' contract tussen de architect en woningstichting Servatius waren bepalingen opgenomen die betrekking hadden op het niet-doorgaan van het project. Calatrava liet vastleggen dat hij ruim 10 % van de toentertijd geschatte bouwkosten van € 124 miljoen zou krijgen. In mei 2011 bepaalde de rechtbank dat Servatius Calatrava nog € 4 miljoen aan achterstallig loon moest betalen. Volgens de architect was hij niet verantwoordelijk voor de kostenoverschrijding in Maastricht. Niettemin waren er ook bij andere projecten die door Calatrava waren ontworpen berichten over buitenproportionele kostenoverschrijdingen. Zo zouden de totale kosten van de Ciutat de les Arts i les Ciències in Valencia zijn verdrievoudigd (€ 900 miljoen).

### Gevolgen voor Servatius en woningcorporaties elders

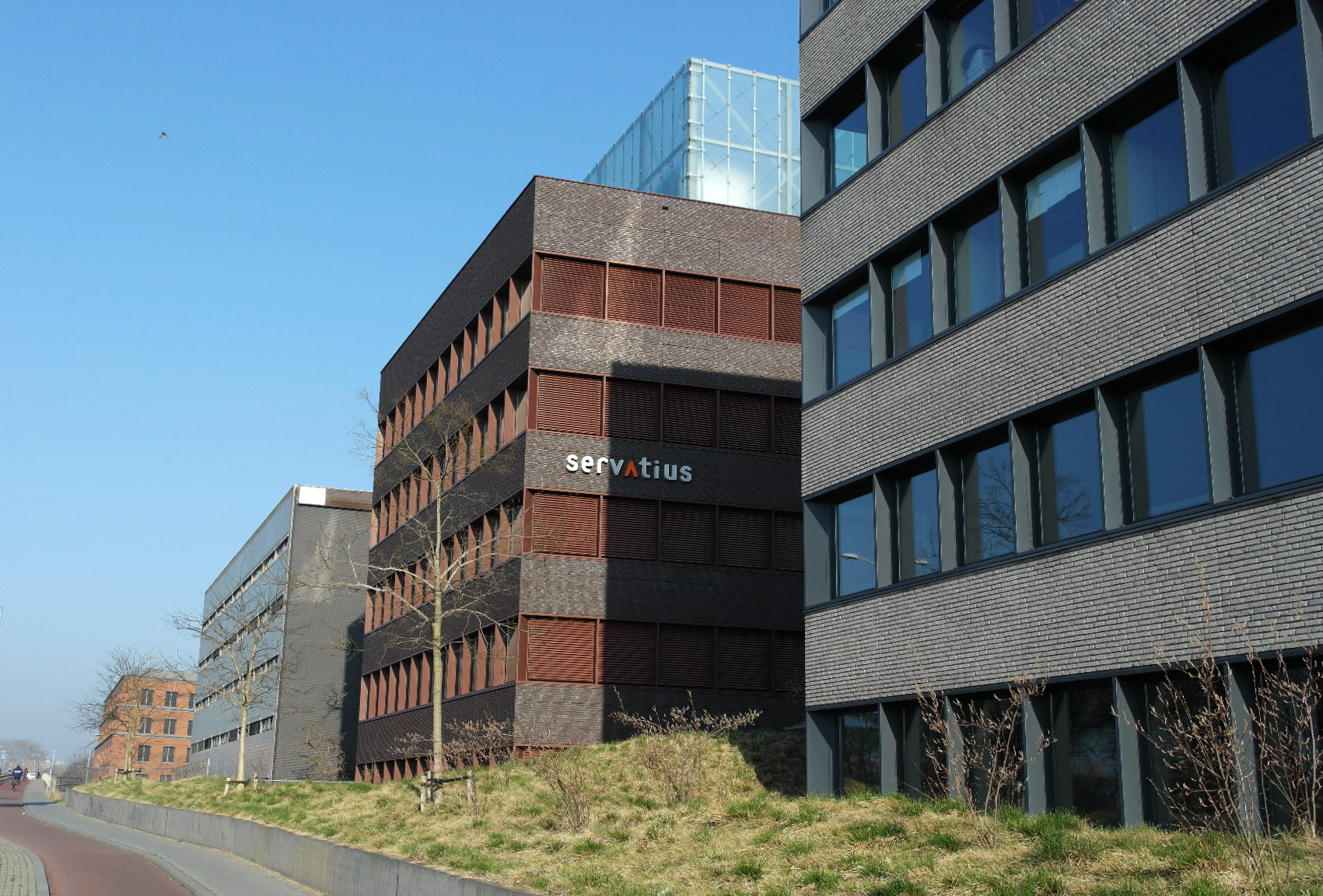
Nieuw hoofdkantoor Servatius

Al snel nadat duidelijk was geworden dat de woningcorporatie te grote financiële risico's was aangegaan, werd directeur Leks Verzijlbergh op non-actief gesteld, waarna eind 2009 ontslag volgde. Servatius eiste daarna € 67 miljoen schadevergoeding van Verzijlbergh. Om een voorbeeld te stellen aan andere bestuurders werd een schikking tussen de betrokken partijen expliciet verboden door Minister van Binnenlandse Zaken Liesbeth Spies. In een tussenvonnis van 20 november 2013 oordeelde de rechtbank in Den Bosch dat sprake was geweest van onbehoorlijk bestuurlijk handelen van de oud-directeur. Vooral het starten van de bouw in juli 2008 en het afgeven van garanties voor de totale bouwkosten, in strijd met de aanwijzingen van de minister en de besluitvorming in de raad van toezicht, werd hem door de rechter verweten. Verzijlbergh werd in 2013 veroordeeld tot het betalen van (vooralsnog) € 10 miljoen schadevergoeding aan Servatius. Ook tegen enkele voormalige toezichthouders van de woningstichting liepen diverse rechtszaken met betrekking tot hun aansprakelijkheid voor de geleden schade - dit op basis van een onderzoeksrapport van het Instituut voor Financieel Onderzoek (IFO) - maar in 2014 achtte de rechtbank de betrokkenen niet aansprakelijk. In 2016 werd bekendgemaakt dat Servatius en Verzijlbergh een schikking hebben getroffen. Reden voor het stopzetten van de juridische procedures lijkt het vonnis van de tuchtrechter, in april 2016 bekrachtigd door het College van Beroep voor het bedrijfsleven, dat het onderzoeksrapport van het IFO niet deugde.
De woningbouwvereniging ontsnapte ternauwernood aan een faillissement, maar werd gered door een lening van ruim € 100 miljoen bij het Waarborgfonds Sociale Woningbouw. In het jaarverslag over 2011 werd het totale verlies beraamd op € 79,9 miljoen, waarvan zo'n € 60 miljoen reeds was uitbetaald aan de architect en de betrokken bedrijven. Na het mislukken van het campusproject onderging Servatius een drastische reorganisatie en afslanking. Enkele bedrijfsonderdelen werden in 2010 samengevoegd en op één locatie ondergebracht. In de jaren daarna was de woningbouwvereniging gedwongen 1800 woningen te verkopen. Ook de belangen in België werden afgestoten. Enkele geplande projecten werden afgeblazen. De reeds in gang zijnde restauratie van de Sint-Lambertuskerk, oorspronkelijk bedoeld als nieuw onderkomen voor de woningstichting, kon dankzij extra subsidie van het rijk in 2012 worden afgerond. Het gebouw stond daarna enige tijd leeg, totdat in 2016 een particuliere koper werd gevonden.
Naar aanleiding van een reeks incidenten van mismanagement en fraude bij woningcorporaties, waarvan met name Servatius met haar campusproject, het Rotterdamse Woonbron met de SS Rotterdam en de financiële problemen rond de corporaties Vestia en Rochdale veel persaandacht kregen, stelde de Tweede Kamer in maart 2012 een parlementaire enquête in naar het functioneren van het stelsel van woningcorporaties. Het eindrapport van de enquêtecommissie (onder leiding van Roland van Vliet, PVV) verscheen op 30 oktober 2014, waarin onder meer strenge gedragsregels voor de corporaties werden voorgesteld, de aanstelling van een onafhankelijke toezichthouder en, meer in het algemeen, een terugkeer naar de kerntaak van de corporaties.

### Gevolgen voor de Universiteit Maastricht
Direct na het afblazen van het campusproject door Servatius, eiste de Universiteit Maastricht dat de woningstichting haar verplichting zou nakomen om voor adequate vervanging te zorgen van de in 2007 gesloopte universitaire sporthal. Pas in 2013 werd hierover overeenstemming bereikt. Over de toekomst van het terrein – waarin zich nog de fundamenten van de Calatravacampus bevinden – werd jarenlang onderhandeld tussen de drie betrokken partijen. Het terrein is anno 2022 grotendeels in gebruik als parkeerterrein. In 2021 werden er 252 tijdelijke studentenwoningen gebouwd. In september 2022 worden daar volgens plan 600 'containerwoningen' aan toegevoegd.

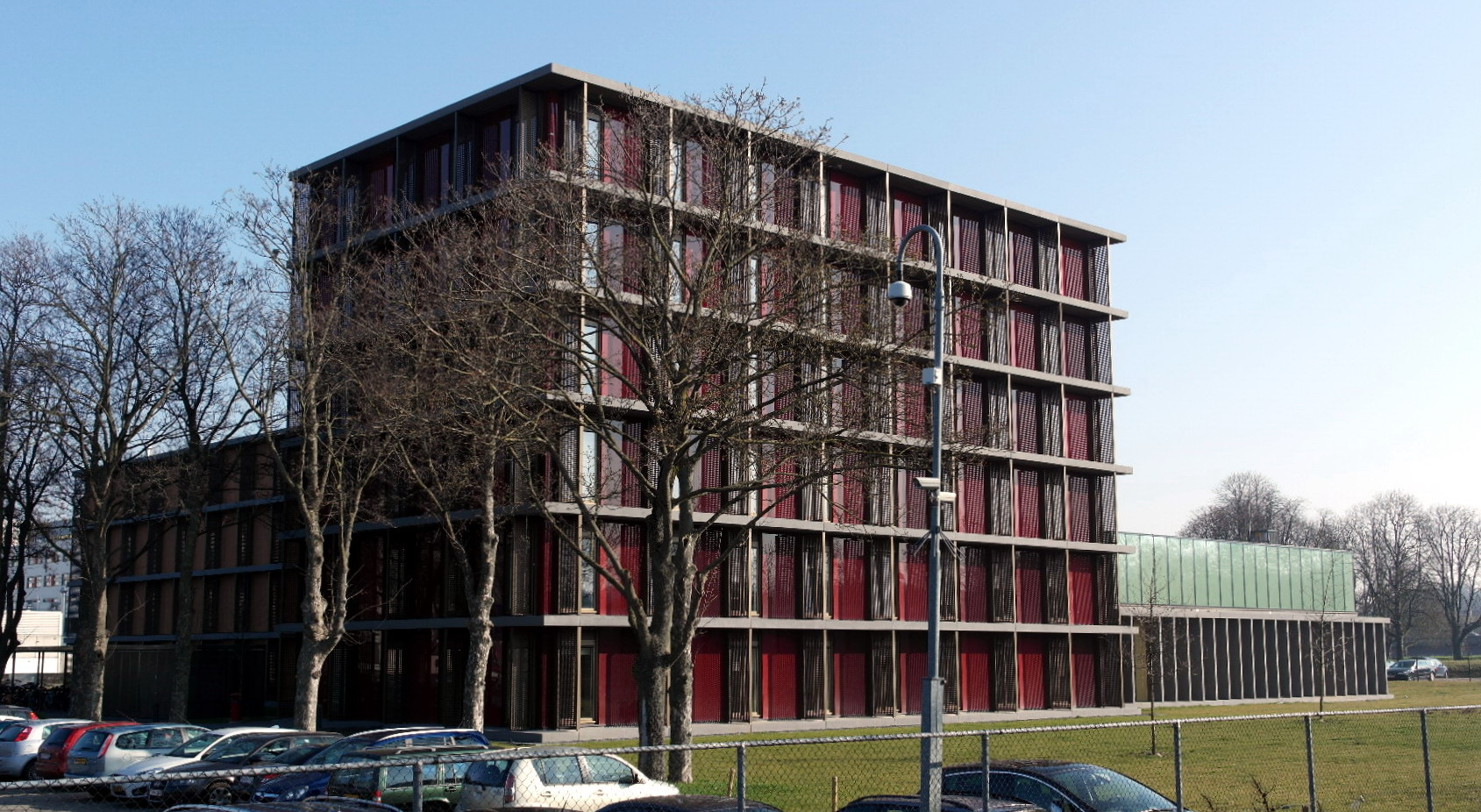
Brains Unlimited / ScanNexus

Vanaf 2010 ontwikkelde de UM in samenwerking met de gemeente Maastricht, de provincie Limburg en het bedrijfsleven plannen voor een innovatiecampus, aanvankelijk Life & Science Campus geheten, later Brightlands Maastricht Health Campus. De campus biedt ruimte en ondersteuning voor nieuwe bedrijven op het gebied van gezondheids- en biowetenschappen. De Brightlands campus is qua architectuur minder ambitieus dan de studentencampus zoals ontworpen door Calatrava en zal slechts geleidelijk, naarmate er vraag is naar nieuwe gebouwen, worden gerealiseerd. In 2013 opende koning Willem-Alexander het brain imaging centrum Brains Unlimited (later ScanNexus genoemd), waar een drietal zeer krachtige fMRI-scanners staan opgesteld, onder meer voor hersenonderzoek.

### Gevolgen voor de gemeente Maastricht
Ook de gemeente Maastricht liep schade op door het niet doorgaan van het project. Het afblazen ervan paste in een reeks van mislukte projecten in deze periode en zette een domper op het gevoel van onbegrensde mogelijkheden dat vanaf eind jaren 1980 in de stad had geheerst. In de nasleep van het campusdebacle liepen ook andere projecten averij op. Zo moesten de ambities voor het megaproject Belvédère in 2009 drastisch worden bijgesteld.